# Capela Învierea Mântuitorului din Chișinău
Capela Învierea Mântuitorului este un lăcaș de cult apostolic armean și monument de arhitectură de însemnătate națională, introdus în Registrul monumentelor de istorie și cultură din municipiul Chișinău. Din 2025, este și monument istoric, de artă și arhitectural de importanță națională inclus în Registrul monumentelor Republicii Moldova ocrotite de stat împreună cu cimitirul.
Este paraclisul cimitirului armenesc-gregorian, construit în 1916, arhitect A. Hacikeanț. Este și o construcție memorială, sub aripa de vest găsindu-se mormântul lui B. Bogdasarov.
De proporții modeste, paraclisul este ornamentat printr-o plastică decorativă ce reduce din volum. Planul este cruciform, obținut prin lărgirea navei pătrate prin rezalite laterale înguste. Prin intermediul unor rezalitelor laterale, au fost adăugate absida poligonală, un mic pridvor la vest. Tot aspectul clădirii face trimitere la lăcașurile de cult din perioada de înflorire a arhitecturii ecleziastice din secolele al XII-lea – al XIII-lea din Armenia istorică.
Pe teritoriul cimitirului armenesc se află monumente funerare, care datează din secolele al XVIII-lea – al XX-lea, ale unor personalități istorice eminente.